# Обухове
Обу́хове — село в Чернігівській області України. За адміністративним поділом до липня 2020 року село входило до Талалаївського району, а після укрупнення районів входить до Прилуцького району. Входить до складу Талалаївської селищної громади. Населення — 181 особа, площа — 0,512 км².

## Історія
Село засноване у другій половині XIX століття. Входило до Блотницької волості Прилуцького повіту Полтавської губернії.
1910 року в селі налічувалось 27 господарств, з них козаків — 20, селян — 4, євреїв — 1, інших непривілейованих — 1, привілейованих — 1, налічувалось 182 жителя, у тому числі 2 ткачі, 1 поденник, 1 займався інтелігентними та 2 — іншими неземлеробськими заняттями, все інше доросле населення займалося землеробством. Було 362 десятини придатної землі.
З встановленням радянської влади, у 1923 року село відійшло до Блотницької сільради Березівського району Роменської округи УСРР.

### В складі України
З 1991 року село у складі України. У 1996 році в селі було 91 двір, мешкало 182 жителя.
До 2020 року було підпорядковане Поповичківській сільській раді